# Quiet Nights
Albums de Miles Davis
Someday My Prince Will Come
(1961) Seven Steps to Heaven
(1963)
Quiet Nights est un album de jazz de Miles Davis et Gil Evans, enregistré entre 1962 et 1963.

## Historique
Les six premières pistes datent de 1962, avec un orchestre conduit par Evans. Summer Night est enregistré par Davis en 1963 dans un quintet (avec George Coleman, Victor Feldman, Ron Carter et Frank Butler), durant les sessions pour l'album Seven Steps to Heaven.
Miles Davis jugeait les enregistrements de ce qui donnera Quiets Nights inachevés et impubliables. Teo Macero les publiera contre son gré.
Corcovado est une chanson brésilienne de João Gilberto, composée par Antônio Carlos Jobim et sortie en 1960. Dès 1962, elle est reprise en version instrumentale par Cannonball Adderley et Miles Davis et en 1963 par Stan Getz et João Gilberto puis traduite en anglais sous le nom de Quiet Nights of Quiet Stars (paroles de Gene Lees) pour Andy Williams et se classe no 15 au Billboard Hot 100. Parmi les chansons qui ont popularisé la bossa nova, Corcovado est depuis devenue un standard du latin jazz.

## Liste des pistes
| Piste | Titre du morceau                        | Composé par                                                | Durée |
| ----- | --------------------------------------- | ---------------------------------------------------------- | ----- |
| 1.    | Song No. 2                              | Gil Evans, Miles Davis                                     | 1:36  |
| 2.    | Once upon a Summertime                  | Michel Legrand, Eddie Marnay, Eddie Barclay, Johnny Mercer | 3:23  |
| 3.    | Aos Pes Da Cruz                         | Marino Pinto, Zé da Zilda, João Gilberto                   | 4:15  |
| 4.    | Song No. 1                              | Gil Evans, Miles Davis                                     | 4:32  |
| 5.    | Wait Till You See Her                   | Richard Rodgers, Lorenz Hart                               | 4:02  |
| 6.    | Corcovado (Quiet Nights of Quiet Stars) | Antônio Carlos Jobim                                       | 2:42  |
| 7.    | Summer Night                            | Al Dubin, Harry Warren                                     | 6:01  |
| 8.    | The Time of the Barracudas              | Gil Evans, Miles Davis                                     | 12:45 |

The Time of the Barracudas, enregistré en 1963 ne figure que sur la réédition du CD.

## Musiciens
Gil Evans, arrangements et direction
- Miles Davis : trompette
- Herbie Hancock : piano
- Elvin Jones : percussions
- Steve Lacy : saxophone soprano
- Raymond Beckenstein, Jerome Richardson, Paul Horn : flûte
- Richard Perissi, Bill Hinshaw, Donald Corrado, Ray Alonge, Julius Watkins : cor
- Tony Williams : batterie
- Frank Rehak : trombone
- Jimmy Cobb : batterie
- Willie Bobo : bongos
- Garvin Bushelle : basson, contrebasson
- Paul Chambers : contrebasse
- Gene Cipriano : flûte, hautbois, saxophone ténor
- Bob Tricarico, Fred Dutton : basson
- J.J. Johnson : trombone
- Louis Mucci, Bernie Glow, Ernie Royal, Harold Baker : trompette
- Janet Putman : harpe
- Unk : bois
- Billy Barber : tuba

Miles Davis Quintet(Summer Night)
- Miles Davis : trompette
- George Coleman: saxophone ténor
- Victor Feldman: piano
- Ron Carter: contrebasse
- Frank Butler: batterie

The Time of the Barracudas, Hollywood, 9-10 octobre 1963
- Gil Evans: arrangements et direction
- Miles Davis: trompette
- Dick Leith: trombone basse
- Richard 'Dick' Perissi, William 'Bill' Hinshaw, Arthur Maebe: Cor d'harmonie
- Paul Horn: flûte, flûte alto, saxophone ténor
- Gene Cipriano: flûte alto, saxophone ténor, hautbois
- Fred Dutton: basson
- Marjorie Call: harpe
- Herbie Hancock: piano
- Ron Carter: basse
- Tony Williams: batterie